# کتولف
کتولف یک نجیب‌زاده هپتالی و مشاور شاهنشاه خسرو انوشیروان ساسانی (حک. ۵۳۱–۵۷۹) بود.